# カルガリー・ヴァイパーズ
カルガリー・ヴァイパーズ（Calgary Vipers）はカナダアルバータ州カルガリーに本拠地を置いていた野球チーム。

## 歴史
2005年に創設され、同年からノーザンリーグに加盟し、活動を開始する。
2008年、ゴールデンベースボールリーグへ移籍。2009年には、リーグ優勝を果たす。
2011年からは、ノーザンリーグ、ユナイテッドリーグ・ベースボール、ゴールデンベースボールリーグが合併して誕生したノース・アメリカン・リーグに参入したが、同シーズン限りでヴァイパーズは活動を停止した。

## 所属選手
- コーリー・ポール（2005、元：西武ライオンズ）
- 小林亮寛（2006、元：千葉ロッテマリーンズ）
- 南和彰（2007、元：読売ジャイアンツ）
- マック鈴木（2008 - 2010）
- 長坂秀樹（2009）
- トラビス・ヒューズ（2009、元：横浜ベイスターズ）
- クラウディオ・ガルバ（2010、元：中日ドラゴンズ）

## その他
2004年にノーザンリーグがカルガリーにフランチャイズを置こうとした際に、最初に権利を得たのは日本人の三沢博明と樋口直人であった。彼らは「カルガリー・フォース」という仮称を付け、このチームと連動する形で日本独立リーグの立ち上げを企図した。しかし、資金不足のため、予定していた球場の改修などに着手できなかったことから、リーグは二人に与えたフランチャイズを取り消し、カナダ人の出資者が改めて立ち上げたのがヴァイパーズである（詳細は英語版の記事を参照）。